# XVI secolo
Il XVI secolo (sedicesimo secolo), detto anche Cinquecento o '500, è il secolo che inizia nell'anno 1501 e termina nell'anno 1600 incluso.

## Avvenimenti
È il secolo del Rinascimento in Italia, della riforma protestante in Europa, della successiva Controriforma, delle guerre di religione e del tentativo di conciliazioni tra le varie confessioni religiose cristiane con il Concilio di Trento.

### Europa
- Culmine del Rinascimento.
- Durante la dominazione spagnola, Gioja venne fortificata con mura di cinta.[2]
- Riforma protestante: Luteranesimo, che prende il nome dal monaco agostiniano tedesco Martin Lutero.
- Riforma protestante: Calvinismo e Zwinglianesimo, prende il nome dal teologo francese Giovanni Calvino e svizzero Huldrych Zwingli.
- Diffusione del protestantesimo o culto riformato.
- La Riforma protestante in Svezia si afferma con i riformatori svedesi Olaus Petri (1493-1552) e il fratello Laurentius Petri (1499-1573).
- La Riforma protestante in Danimarca si afferma soprattutto con il teologo danese Hans Tausen (definito il Lutero danese) (1494-1561).
- È l'epoca del cardinale italiano Carlo Borromeo (1538-1584), celebre esponente della Controriforma contrapposta alla Riforma protestante.
- Controriforma cattolica: con lo spagnolo sant'Ignazio di Loyola (1491-1556) e l'italiano san Filippo Neri (1515-1595).
- La Controriforma cattolica si afferma con la religiosa spagnola santa Teresa d'Ávila (1515-1582), Dottore della Chiesa.
- Guerre di religione.
- Santa Inquisizione.
- L'Umanesimo cristiano, (tende a conciliare Umanesimo e Cristianesimo), nel pensiero dell'umanista olandese Erasmo da Rotterdam.
- Si afferma la figura del militare francese Jacques de La Palice (c.1470-1525) dal cui nome derivò l'aggettivo lapalissiano, cioè ovvio, scontato.
- Morte di Maria Stuart, Regina di Scozia, e successiva annessione della Scozia al Regno d’Inghilterra sotto il re Giacomo VI, come re di Scozia e successore di Elisabetta I al trono d’Inghilterra, come Giacomo I d'Inghilterra.
- Epoca nei Paesi Bassi di Guglielmo I d'Orange (1533-1584), in lotta contro la dominazione spagnola e padre della Nazione olandese.
- Il Rinascimento in Polonia e il secolo d'oro polacco.
- in Romania si afferma l'epica figura di Mihai Viteazul (1558-1601), in lotta contro gli Ottomani.
- Epidemie di sifilide, termine coniato dal celebre medico italiano Girolamo Fracastoro nell'opera "Syphilis sive morbus gallicus" ("Sifilide o il mal francese") (1530).
- 1494-1559: Guerre d'Italia per la supremazia in Europa, culminate con la Pace di Cateau-Cambrésis, che sancisce progressivo ampliamento del domino spagnolo in Italia.
- 22 aprile 1500: scoperta del Brasile: il navigatore portoghese Pedro Álvares Cabral (c.1467-1520) sbarca lungo le coste del Brasile.
- 1502-1520: regno del grande imperatore azteco Montezuma: epoca di splendore dell'impero azteco.
- 1503: Disfida di Barletta, vittoria dei cavalieri italiani su quelli francesi.
- 1504: Guerre ottomano-moldave: la Moldavia entra sotto l'influenza territoriale dell'Impero ottomano.
- 1512: Il Principato di Monaco, ottiene l'indipendenza e la sovranità dalla Francia, grazie a Luciano I di Monaco, Signore di Monaco.
- 1515: Battaglia di Marignano, vittoria delle truppe francesi su quelle svizzere.
- 29 marzo 1516: Viene istituito il Ghetto di Venezia, il più antico ghetto ebraico del mondo: luogo dove gli ebrei veneziani avevano l'obbligo di risiedere.
- 1516-1523: Una complessa trama di congiure e rivolte interessarono il panorama politico siciliano in occasione della successione al trono di Carlo V.
- 1516-1556: Regno di Carlo V, Re di Spagna e Imperatore del Sacro Romano Impero: epoca di splendore politico e culturale.
- 10 agosto 1519: Inizia la prima circumnavigazione del globo ad opera del grande navigatore portoghese Ferdinando Magellano. (1480-1521), al servizio della Spagna.
- 1520-1566: Regno di Solimano il Magnifico: l'Impero ottomano raggiunge il suo massimo splendore.
- 1521: Dieta di Worms, assemblea dei principi del Sacro Romano Impero, convocata per far ritrattare Martin Lutero dalle sue tesi.
- 1521-1526: Guerra d'Italia il conflitto fu causato dalla rottura dei precari equilibri politici a seguito dell'elezione di Carlo V come imperatore nel 1519-1520 e dalla necessità di papa Leone X di allearsi con Carlo V contro Martin Lutero.
- 1521: Il condottiero spagnolo Hernán Cortés (1485-1547), conquista l'Impero azteco.
- 6 giugno 1523: Viene incoronato re Gustavo I Vasa: la Svezia come Stato indipendente; data ed evento vengono oggi commemorati nella festa nazionale svedese.
- 1523-1560: Regno di Gustavo I di Svezia, epoca di splendore storico e culturale per la Svezia.
- 24 febbraio 1525: Battaglia di Pavia nell'ambito della Guerra d'Italia: vittoria dell'esercito di Carlo V.
- 1527: Sacco di Roma, ad opera dei Lanzichenecchi, truppe mercenarie tedesche.
- 1531: In Svizzera, si combatte la seconda guerra di Kappel, tra cantoni svizzeri protestanti e quelli cattolici della Vecchia Confederazione: vittoria dei cattolici.
- 1545-1563: Concilio di Trento.
- 1547-1584: Regno di Ivan il Terribile, zar di tutte le Russie.
- 1556: Terremoto dello Shaanxi del 1556 in Cina, resta considerato finora il terremoto più disastroso della storia (circa 830.000 morti).
- 1557: Battaglia di San Quintino tra esercito francese e quello spagnolo per il possesso dei territori italiani: vittoria dell'esercito spagnolo.
- 19 dicembre 1562: Battaglia di Dreux (Francia), tra le truppe realiste (cattolici) e i ribelli ugonotti: vittoria dei cattolici.
- 1565: Grande assedio di Malta, da parte dell'Impero ottomano: 8 settembre: vittoria dei Cavalieri di Malta.
- 1565: Nel Grande assedio di Malta, si afferma la figura dell'eroe nazionale maltese Jean de la Valette.
- 1568-1648: Guerra degli ottant'anni, ribellione olandese contro il dominio spagnolo, nella quale si distingue la figura del principe olandese Guglielmo I d'Orange.
- 1570-1573: Guerra di Cipro, conclusasi con la conquista dell'isola di Cipro per gli ottomani ai danni dei veneziani.
- 1571: Battaglia di Lepanto, memorabile vittoria delle forze cristiane della Lega Santa sugli Ottomani.
- 1572: Notte di San Bartolomeo: strage degli Ugonotti, compiuta dalla fazione cattolica a Parigi, nella notte tra il 23 e il 24 agosto.
- 26 luglio 1581: Atto di abiura: dichiarazione di indipendenza dei Paesi Bassi dal re di Spagna Filippo II.
- 1586: Invincibile Armata.
- 1595: In Romania, si combatte Battaglia di Călugăreni, tra l'armata valacca e l'Impero ottomano, conclusasi con una vittoria tattica valacca.
- 1596: Varsavia, capitale del Regno di Polonia: re Sigismondo III Vasa sposta la propria residenza da Cracovia a Varsavia.
- 1598: Editto di Nantes, emanato dal re Enrico IV di Francia: pose termine alle Guerre di religione francesi e diede più libertà di culto.

### Nascita di nuovi Stati
- 6 giugno 1523: viene fondato il Regno di Svezia con Gustavo I Vasa.
- 26 luglio 1581: viene istituita la Repubblica delle Sette Province Unite (Paesi Bassi).
- 1597: Yemen: viene istituito l'Imamato Zaidi, con Al-Mansur al-Qasim.

## Istituzioni del XVI secolo
- 22 gennaio 1506: nascono le Guardie svizzere, corpo di guardia al servizio fedelmente del papato
- 1557: viene costituito il Reggimento Corazzieri come "Guardia d'Onore del Principe": oggi guardia d'onore del Presidente della Repubblica Italiana

## Personaggi significativi
- Jean Calvin (Calvino) (1509-1564), teologo e filosofo francese, padre della Chiesa calvinista.
- Niccolò Copernico (1473-1543), astronomo polacco, introdusse una descrizione matematica del moto dei corpi celesti detta "teoria copernicana".
- Tycho Brahe (1546-1601), celebre astronomo danese, tra i più famosi del XVI secolo.
- Martin Lutero (1483-1546), frate tedesco, animatore della Riforma protestante, fu il primo traduttore della Bibbia in tedesco (Bibbia di Lutero).
- Ambroise Paré (1509 ca.-1590), medico e chirurgo francese, fondatore della chirurgia moderna.
- Maria Stuarda (1542-1587), regina di Scozia, condannata a morte da Elisabetta I d'Inghilterra e decapitata.
- Benvenuto Cellini (1500-1571), scultore e scrittore italiano, manierista.
- Andrea Palladio (1508-1580), celebre architetto italiano del Rinascimento, autore della Basilica Palladiana di Vicenza.
- Andrea Vesalio (1514-1564), anatomista belga, inventore delle tavole anatomiche. Il suo lavoro mise fine al galenismo.
- Erasmo da Rotterdam (1466/1469-1536), umanista olandese, autore dell'Elogio della follia (1511).
- Tommaso Moro (1478-1535), umanista inglese, coniò il termine "utopia" e scrisse la celebre opera L'Utopia (1516).
- Albrecht Dürer (1471-1528), famoso pittore e incisore tedesco, tra i massimi esponenti del Rinascimento artistico tedesco.
- Lucas Cranach il Giovane (1515-1586), artista tedesco, celebre per i ritratti e le scene allegoriche.
- Leonardo da Vinci (1452-1519), artista e scienziato italiano di fama universale.
- Michelangelo Buonarroti (1475-1564), scultore, pittore, architetto e poeta italiano.
- Raffaello Sanzio (1483-1520), pittore e architetto italiano, illustre esponente del Rinascimento.
- Bramante (1444-1514), architetto italiano, attivo soprattutto in Lombardia e in Vaticano.
- Francesco Guicciardini (1483-1540), storico italiano, autore della celebre Storia d'Italia (tra il 1537 e il 1540).
- Niccolò Machiavelli (1469-1527), intellettuale e uomo politico fiorentino, fondatore della scienza politica moderna, autore de Il Principe (1513).
- Baldassarre Castiglione (1478-1529), umanista italiano, autore di un manuale sulla vita di corte rinascimentale noto come Il Cortegiano (1528).
- Giovanni Della Casa (1503-1556), letterato italiano, autore del trattato Galateo overo de' costumi (1558).
- Gentile (1429-1507) e Giovanni Bellini (c.1433-1516) detto il Giambellino, pittori italiani: veneziani, tra i più celebri del Rinascimento italiano.
- Cesare Borgia (1475-1507), principe, duca di Valentinois e di Romagna, detto il Valentino, fratello di Lucrezia Borgia.
- Gaspara Stampa e Vittoria Colonna, poetesse italiane.
- Ludovico Ariosto (1474-1533), intellettuale, poeta e commediografo italiano, autore de l'Orlando furioso (1532).
- Giorgione e Tiziano, principali artisti della pittura veneta.
- Francesco Bacone (1561-1626), filosofo inglese, ideologo della "scienza al servizio dell'uomo".
- Elisabetta I (1533-1603), regina d'Inghilterra, creatrice di un'epoca di prosperità e iniziatrice della politica coloniale.
- Guglielmo I d'Orange (1533-1584), principe d'Orange e padre della nazione olandese.
- Giovanni Pierluigi da Palestrina (c.1526-1594), celebre compositore italiano.
- Claudio Monteverdi (1567-1643), compositore italiano, fondamentale per il passaggio dalla musica rinascimentale alla musica barocca.
- Miguel de Cervantes (1547-1616), celebre scrittore spagnolo.
- William Shakespeare (1564-1616), sonettista, drammaturgo, scrittore, principale autore del teatro inglese.
- El Greco (1541-1614), pittore e scultore greco, vissuto in Spagna.
- Giorgio Vasari (1511-1574), pittore italiano, autore delle Vite de' più eccellenti pittori, scultori e architettori (1550).
- Fernão Mendes Pinto (c.1511-1583), esploratore portoghese, viaggiò in Giappone, dove introdusse l'archibugio.
- Nostradamus (1503-1566), celebre astrologo francese, famoso per le sue Profezie (1555).
- Gerardus Mercator (1512-1594), cartografo e matematico fiammingo, noto per una proiezione cilindrica della Terra, detta "proiezione di Mercatore" (1569).
- Bernardino Telesio (1509-1588), filosofo italiano, iniziatore della filosofia della natura, autore del De rerum natura iuxta propria principia (1565).
- Giordano Bruno (1548-1600), filosofo italiano, per le sue idee condannato dall'Inquisizione al rogo.
- Tommaso Campanella (1568-1639), filosofo e frate domenicano italiano.
- Jean Bodin (1529-1596), celebre giurista francese, autore di un trattato di teoria politica, I sei libri della Repubblica (1576).
- Pietro Bembo, cardinale, esponente del petrarchismo.
- Papa Giulio II (1443-1513), noto anche come il "papa guerriero".
- Papa Leone X (1475-1521), membro della casata dei Medici, portò alla corte pontificia lo splendore e i fasti tipici della cultura delle corti rinascimentali.
- Papa Clemente VII (1478-1534), esponente della famiglia dei Medici.
- Papa Gregorio XIII (1502-1585), attuò principalmente la Riforma cattolica.
- Papa Sisto V (1521-1590), eletto al soglio pontificio dal 1585 fino alla morte.
- Vasco da Gama (1469-1524), celebre esploratore portoghese.
- Luís de Camões (1524 ca.-1580), il più grande poeta portoghese, scrisse I Lusiadi (1572), il poema epico nazionale portoghese: la data della morte del poeta viene oggi commemorata con il Giorno del Portogallo.
- François Rabelais (1494-1553), scrittore francese, autore del celebre Gargantua e Pantagruel (1532).
- Michel de Montaigne (1533-1592), scrittore francese, pubblica i celebri Saggi (tra il 1580 e il 1588).
- Huldrych Zwingli (1484-1531), riformatore religioso svizzero, tra i fondatori della Chiesa riformata svizzera.
- Michele Agricola (c.1509-1557), teologo finlandese, padre della lingua finlandese scritta.
- Primož Trubar (1508-1586), grande riformatore sloveno, considerato il padre della letteratura slovena.
- Giansenio, vescovo, iniziatore del giansenismo.
- Francesco I (1494-1547), re di Francia dal 1515, primo della dinastia Valois-Angoulême.
- Carlo V (1500-1558), imperatore asburgico.
- Torquato Tasso (1544-1595), scrittore, autore della Gerusalemme liberata (1575), intellettuale di transizione tra il Rinascimento e l'era della Controriforma.
- Teresa d'Avila (1515-1582), religiosa spagnola, annoverata fra i Dottori della Chiesa da Paolo VI nel 1970.
- Ignazio di Loyola (1491-1556), religioso spagnolo, fondatore della Compagnia di Gesù (1534), compose gli Esercizi spirituali (1548).
- Camillo de Lellis (1550-1614), religioso italiano, patrono degli infermi.
- Filippo Neri (1515-1595), presbitero italiano, patrono dei giovani, ricevette l'appellativo di "secondo apostolo di Roma".
- Luigi Gonzaga (1568-1591), gesuita italiano, protettore degli studenti e patrono della gioventù cattolica.
- Benvenuto Stracca (1509-1578), giurista italiano, noto per essere stato il primo a separare il diritto commerciale dal diritto civile: per questo motivo è considerato il fondatore del diritto commerciale.

## Cultura

### Arte

#### Pittura
- L'Arte del Rinascimento italiano: Leonardo da Vinci (1452-1519), Michelangelo Buonarroti (1475-1564), Raffaello Sanzio (1483-1520).
- Tra il 1503 e il 1514 viene dipinta la Gioconda (o Monna Lisa) da Leonardo da Vinci, ritratto di fama universale.
- Giorgio Vasari il padre della storia dell'arte[3], celebre autore delle Le vite de' più eccellenti pittori, scultori e architettori (1550).
- La pittura veneta: Giorgione (c.1478-1510), Tiziano Vecellio (c.1490-1576).
- il manierismo e il rinascimento emiliano: Parmigianino (1503-1540).
- La pittura veneta e il manierismo: Tintoretto (1518-1594).
- La Scuola veronese di pittura nel XVI secolo: Paolo Veronese (1528-1588).
- Il manierismo: Giorgio Vasari, autore de Le vite de' più eccellenti pittori, scultori e architettori (1550).
- Il Rinascimento tedesco nell'arte: Albrecht Dürer (1471-1528), Matthias Grünewald (c.1480-1528).
- La Scuola danubiana e il luteranesimo nell'arte: Lucas Cranach il Vecchio (1472-1553).
- La Scuola danubiana: Albrecht Altdorfer (c.1480-1538).
- Il rinascimento nordico: Hans Holbein il Giovane (c.1497-1543)
- Il Pieno Rinascimento fiammingo e olandese: Pieter Bruegel il Vecchio (c.1525,1530-1569).
- Il rinascimento spagnolo e il Siglo de Oro nel campo artistico trova un importante esponente nel pittore greco El Greco (1541-1614), vissuto in Spagna.
- Cultura rinascimentale artistica in Portogallo: Francisco de Hollanda (1517-1585).
- La tecnica di pittura allo smalto da parte dell'artista francese Léonard Limosin.

#### Scultura
- L'Arte del Rinascimento italiano e la scultura : Michelangelo Buonarroti (1475-1564).
- Il manierismo: Benvenuto Cellini (1500-1571).

#### Architettura
- L'architettura e il rinascimento italiano: Bramante (1444-1514).
- L'Arte del rinascimento italiano in architettura: Michelangelo Buonarroti (1475-1564).
- il rinascimento veneziano nell' architettura: Jacopo Sansovino (1486-1570).
- Andrea Palladio (1508-1580): il palladianesimo e lo stile dell'architettura del Rinascimento.
- L'architettura nel periodo del manierismo: Giorgio Vasari (1511-1574) e Jacopo Barozzi da Vignola: Regola delli cinque ordini d'architettura (1562).
- L'architettura ottomana: Mimar Sinan (1489-1588).

### Musica
Possiamo distinguere tre scuole musicali: scuola romana, scuola veneziana, scuola franco-fiamminga
- La scuola franco-fiamminga e la nascita della scuola veneziana: Adrian Willaert (1490-1562), Andrea Gabrieli (c.1533-1585), Giovanni Gabrieli (1557-1612).
- La musica rinascimentale in Italia: la scuola romana: Giovanni Pierluigi da Palestrina (1525-1594), il più importante compositore del rinascimento[4].
- La scuola franco-fiamminga e la musica polifonica nel rinascimento: Orlando di Lasso (1532-1594).
- le forme musicali sacre nel rinascimento: la messa e il corale luterano.
- altre forme musicali nel rinascimento: il madrigale in Italia: Luca Marenzio (1553-1599), Carlo Gesualdo (1566-1613), Claudio Monteverdi (1567-1643), la frottola, la chanson in Francia, con esponenti importanti come Clément Janequin (1485-1558).
- 14 gennaio 1573: prima assise della Camerata de' Bardi.
- la storiografia della danza nel rinascimento:  Orchésographie (1589), trattato scritto dal presbitero francese Thoinot Arbeau.

### Nascita di nuove città
- 22 giugno 1527: nascita ufficiale di Giacarta[5], capitale dell' Indonesia.
- 15 agosto 1537: viene fondata Asunción, oggi capitale del Paraguay, chiamata così in onore al giorno della Madonna Assunta, dall'esploratore spagnolo Juan de Salazar.
- 1538: l'esploratore spagnolo Gonzalo Jiménez de Quesada fonda la città di Bogotà, in Colombia.
- 12 febbraio 1541: il Conquistador spagnolo Pedro de Valdivia fonda la città di Santiago del Cile.
- 1550: viene fondata Helsinki, oggi capitale della Finlandia, per volere del re di Svezia Gustav Vasa.
- 1º marzo 1565: viene fondata Rio de Janeiro, tra le principali città del Brasile, dal cavaliere portoghese Estácio de Sá.
- 1566: viene fondata La Valletta, capitale maltese, in onore del grande condottiero francese ed eroe di Malta Jean de la Valette.
- 1580: viene fondata Buenos Aires, dall'esploratore spagnolo Juan de Garay.

### Letteratura
- La letteratura cavalleresca nel rinascimento in Italia: Ludovico Ariosto, autore dell'Orlando furioso (1516).
- 1572: I Lusiadi, il poema epico nazionale portoghese, scritto da Luís de Camões.
- 1583: viene istituita ufficialmente l'Accademia della Crusca per la salvaguardia della lingua italiana.
- 1598: nasce il melodramma, con l'opera Dafne del compositore italiano Jacopo Peri su libretto di Ottavio Rinuccini.
- Nasce il romanzo picaresco: primo esempio è il Lazarillo de Tormes (1554), romanzo anonimo spagnolo.
- Verso la fine del XVI secolo si afferma in Inghilterra lo stile letterario dell'eufuismo, che prende il nome da Euphues, romanzo di John Lyly.
- Il secolo d'oro polacco e il rinascimento letterario in Ungheria, rispettivamente con Jan Kochanowski (1530-1584) e Bálint Balassi (1554-1594).
- Il rinascimento letterario in Croazia trova un esponente importante in Marko Marulic, definito spesso il "Dante croato".
- Il rinascimento letterario in Bielorussia trova affermazione nelle opere dell'umanista bielorusso Francysk Skaryna (1490-1551).

### Filosofia e diritto
- L'umanesimo cristiano e Erasmo da Rotterdam.
- L'umanesimo cristiano e l'utopia (termine da lui coniato): Tommaso Moro.
- L'aristotelismo rinascimentale: Pietro Pomponazzi.
- La filosofia della natura rinascimentale italiana: Bernardino Telesio, Giordano Bruno e Tommaso Campanella.
- Il naturalismo tedesco: Paracelso
- La filosofia rinascimentale tedesca, l'astrologia e l'occulto: Agrippa von Nettesheim.
- L'antitrinitarismo: Michele Serveto.
- La filosofia politica e i principi del buon governo: Jean Bodin.
- la filosofia politica in Francia: Étienne de La Boétie.
- La filosofia politica e la ragion di Stato (termine da lui ideato): Giovanni Botero.
- Il rinascimento francese, lo scetticismo e il saggio (primo autore a indicare la sua opera come saggio): Michel de Montaigne.
- Si afferma il Diritto internazionale come disciplina giuridica autonoma, in Italia con Alberico Gentili.
- Il diritto internazionale e la scuola di Salamanca: Francisco de Vitoria.
- La scolastica barocca e la scuola di Salamanca si afferma con Francisco Suárez.

#### I maggiori testi filosofici del XVI secolo
- 1511: Elogio della follia, uno dei testi più celebri del XVI secolo, di Erasmo da Rotterdam.
- 1516: Utopia di Tommaso Moro.
- 1516: De immortalitate animae di Pietro Pomponazzi.
- 1530: Paragranum di Paracelso.
- 1531: La filosofia occulta o La magia di Agrippa von Nettesheim.
- 1533: Christianismi restitutio di Michele Serveto.
- 1570: De rerum natura iuxta propria principia di Bernardino Telesio.
- 1580: Saggi di Michel de Montaigne.
- 1584: La cena de le ceneri di Giordano Bruno.
- 1597: Disputationes metaphysicae di Francisco Suárez.

#### I maggiori testi giuridici del XVI secolo
- 1538: Relectio de Indis di Francisco de Vitoria.
- 1576: I sei libri della Repubblica di Jean Bodin.
- 1576: Discorso sulla servitù volontaria di Étienne de La Boétie.
- 1589: Della Ragion di Stato di Giovanni Botero.
- 1598: De iure belli di Alberico Gentili.

### Università nel XVI secolo
- 18 febbraio 1507: con la Bolla papale Ad Sanctam Beati Petri Sedem Divina Dispositione Sublimati Papa Giulio II istituisce l'Università di Urbino (oggi Università degli Studi di Urbino "Carlo Bo") (1506).
- 1538: viene istituita da Papa Paolo III l'Università di San Tommaso. d'Aquino (oggi chiamata Universidad Autónoma de Santo Domingo), nella Repubblica Dominicana.
- 1548: l'Università di Messina viene fondata da Ignazio di Loyola come primo collegio dei Gesuiti.
- 12 maggio 1551: viene fondata in Perù dall'imperatore Carlo V d'Asburgo l'Universidad Nacional Mayor de San Marcos, probabilmente la più antica università del continente americano.
- 21 settembre 1551: in Messico, venne fondata, con decreto reale di Filippo II di Spagna la Reale e pontificia università del Messico.
- 1556: viene fondata da Ignazio di Loyola la Pontificia Università Gregoriana.
- 1562: viene istituita l'Università di Sassari, l'università più antica della Sardegna.
- 1575: il principe Guglielmo I d'Orange fonda l'Università di Leida, la più antica università dei Paesi Bassi.
- 1579: viene fondata da re Stefano I Báthory l'Università di Vilnius, la più antica della Lituania
- 1580: viene fondata dall'Ordine dei frati predicatori l'Università di Santo Tomás, la più antica università della Colombia.
- 1592: viene fondato dalla regina Elisabetta I d'Inghilterra il Trinity College di Dublino, la più antica università irlandese.
- 1592: viene fondato dalla Compagnia di Gesù il Collegium Melitense[6], (che poi diede origine all'Università di Malta, istituita nel 1769).
- 1596: viene fondata l'Università degli Studi dell'Aquila, la più antica università in Abruzzo.

### Politica
- La nascita della scienza politica moderna: Niccolò Machiavelli, autore de Il principe (1513).

### Storia
- Il rinascimento italiano e la storiografia: Francesco Guicciardini, autore della Storia d'Italia (1561)

### Religione
- Le 95 tesi di Lutero (31 ottobre 1517), pubblicate a Wittenberg, in Germania, segnano ufficialmente l'inizio della Riforma protestante, celebrata oggi col Giorno della Riforma.
- Affermazione della Riforma protestante: Filippo Melantone.
- La Riforma protestante: il calvinismo e Giovanni Calvino.
- La Riforma protestante: lo zwinglianesimo e Ulrico Zwingli.
- La Confessione di Augusta (1530), redatta dal teologo tedesco Filippo Melantone, contiene i principi ufficiali del protestantesimo.
- La fondazione della Compagnia di Gesù (1540) da parte di Sant'Ignazio di Loyola.
- La Controriforma: Roberto Bellarmino, Francisco Suárez, Luis de Molina.
- La teologia dogmatica: Roberto Bellarmino.
- Il pensiero teologico di Luis de Molina: il molinismo.
- L'antitrinitarismo e l'unitarianismo: il socinianesimo.
- 1517: prima traduzione della Bibbia nella lingua slava orientale: Biblia Ruska (Bibbia Rutena), ad opera dell'umanista bielorusso Francysk Skaryna.
- 9 dicembre 1531: Messico: prima apparizione di Nostra Signora di Guadalupe all'azteco Juan Diego Cuauhtlatoatzin.
- 1534: prima edizione della Bibbia di Lutero, del teologo tedesco Martin Lutero, primo traduttore della Bibbia in tedesco.
- 1547: viene stampato il  Catechismo delle Semplici Parole, primo libro stampato in lingua lituana, dal teologo lituano Martynas Mažvydas.
- 1550: prima traduzione completa della Bibbia in lingua danese per opera del teologo danese Christiern Pedersen.
- c.1550: nasce il primo Oratorio in senso moderno, ad opera del presbitero italiano San Filippo Neri.
- 1562: nasce l'ordine delle Monache Carmelitane Scalze, grazie alla religiosa spagnola Santa Teresa d'Ávila, nel clima del rinnovamento cattolico della Controriforma.
- 1575: viene fondata la Congregazione dell'oratorio, dal presbitero italiano San Filippo Neri.
- 1578: Traslazione della Sacra Sindone da Chambery (Francia) a Torino.
- 1584: viene fondato a Roma l'ordine dei Chierici regolari Ministri degli Infermi, per l'assistenza agli ammalati, dal religioso italiano San Camillo de Lellis.
- 1584: prima traduzione completa della Bibbia in islandese ad opera del vescovo luterano islandese Guðbrandur Þorláksson.
- Affermazione della Riforma protestante in Slovenia: Primož Trubar e Jurij Dalmatin, traduttori della Bibbia in sloveno.
- 1584: prima traduzione della Bibbia in sloveno: Bibbia di Jurij Dalmatin.
- L'azione missionaria in Cina da parte di Padre Matteo Ricci (1552-1610).

### I maggiori testi religiosi del XVI secolo
- 31 ottobre 1517: 95 tesi di Lutero: segnano ufficialmente l'inizio della Riforma protestante.
- 1521: Loci communes di Filippo Melantone.
- 1525: Commentarius de vera et falsa religione di Ulrico Zwingli.
- 1530: Confessione di Augusta di Filippo Melantone, contiene i principi ufficiali del Protestantesimo.
- 1536: Institutio christianae religionis di Giovanni Calvino, testo fondamentale del calvinismo.
- 1548: Esercizi spirituali di Sant'Ignazio di Loyola.
- 1581: Disputationes de Controversiis di Roberto Bellarmino.
- 1588: Il castello interiore di Santa Teresa d'Avila.
- 1588: Concordia liberi arbitrii cum gratiae donis, divina praescientia, providentia, praedestinatione et reprobatione di Luis de Molina.

## Scienza
1543: Annus mirabilis: ha inizio la Rivoluzione scientifica, con la pubblicazione del De revolutionibus orbium coelestium di Niccolò Copernico e del De humani corporis fabrica di Andrea Vesalio.
- Galileo Galilei introduce il metodo scientifico.

### Botanica
- si afferma la botanica moderna con: Otto Brunfels, Hieronymus Bock, Leonhart Fuchs, Valerio Cordo ("I padri della botanica tedesca")
- dal nome del botanico tedesco Leonhart Fuchs, venne dato il nome alla pianta Fuchsia, scoperta però nel XVII sec.
- 1544: viene fondato il celebre Orto Botanico di Pisa, considerato il più antico orto botanico universitario del mondo
- 1545: viene istituito l'Orto botanico di Padova, in merito alla sua collocazione originaria, il più antico orto botanico al mondo

### Zoologia
- viene fondata la zoologia moderna, per opera del naturalista svizzero Conrad Gessner, autore dell'Historiae animalium (1551-1558)

### Mineralogia
- nasce la mineralogia, grazie al contributo dello scienziato tedesco Georg Agricola (1494-1555), considerato il padre della mineralogia: De Re Metallica (1550)

### Matematica
- La matematica rinascimentale in Italia: Scipione del Ferro, Niccolò Tartaglia e Gerolamo Cardano, autore dell'Ars Magna (1545)
- Gli importanti contributi nel campo dell'algebra da parte di Rafael Bombelli (1526-1572)
- La matematica rinascimentale in Francia François Viète
- Gli studi riguardanti in particolare la lossodromia da parte di Pedro Nunes
- c.1526: viene introdotto il primo metodo risolutivo dell'equazione di terzo grado (o equazione cubica), dal matematico italiano Scipione del Ferro (1465-1526)
- 1585: Simone Stevino introduce una nuova notazione per i numeri decimali.

### Medicina
- Viene fondata l'anatomia moderna con il belga Andrea Vesalio, autore del De humani corporis fabrica (1543)
- Viene istituito il Teatro anatomico di Padova (1595), il più antico teatro anatomico stabile al mondo, voluto da Girolamo Fabrici d'Acquapendente
- innovazioni nella branca della Pediatria: "De morbis puerorum", trattato del celebre medico italiano Girolamo Mercuriale
- nasce la moderna dermatologia, grazie al medico italiano Girolamo Mercuriale e il suo "De morbis cutaneis": primo trattato sulle malattie della pelle
- Il contributo alla medicina da parte di Li Shizhen (1518-1593)
- I contributi alla scoperta della circolazione polmonare da parte del medico e teologo spagnolo Michele Serveto, autore dell'opera Christianismi restitutio (1553)
- Il naturalismo tedesco e il rinascimento: Paracelso: i quattro pilastri della medicina: Paragranum (1530)
- Chirurgia: Ambroise Paré (1510-1590), padre della chirurgia moderna
- La sifilide: termine coniato dal celebre medico italiano Girolamo Fracastoro nell'opera "Syphilis sive morbus gallicus" ("Sifilide o il mal francese") (1530)
- 1569: nasce la Medicina sportiva, fondata dal medico italiano Girolamo Mercuriale nel suo trattato De arte gymnastica
- 1583: oftalmologia (oculistica): viene pubblicato Ophthalmodouleia di Georg Bartisch, il padre dell'oftalmologia [7]

### Cartografia
- 1507: il cartografo tedesco Martin Waldseemüller utilizza per la prima volta il nome America in onore del navigatore italiano Amerigo Vespucci
- 1569: Proiezione cilindrica centrografica modificata di Mercatore, proposta dal cartografo fiammingo Gerardo Mercatore
- 20 maggio 1570: viene pubblicato il primo atlante moderno: Theatrum Orbis Terrarum, dal cartografo fiammingo Abramo Ortelio

### Il servizio postale in Europa
- viene istituito il servizio postale in Europa, grazie al contributo dell'italiano Francesco I de Tassis (1459-1517), fondatore del servizio postale in Europa
- 1516: viene istituita a Londra la Royal Mail, la più nota azienda postale britannica, dal re Enrico VIII d'Inghilterra

### L'introduzione del calendario gregoriano
- 1582: con la bolla papale Inter gravissimas viene ufficialmente introdotto da Papa Gregorio XIII il Calendario gregoriano (4-15 ottobre 1582), in sostituzione del Calendario Giuliano promulgato da Giulio Cesare

### Astronomia
- 1543: De revolutionibus orbium coelestium: Niccolò Copernico espone il Sistema eliocentrico, con il Sole al centro dell'universo, in opposizione al Sistema geocentrico o Tolemaico, con la Terra al centro dell'universo, dell'astronomo greco antico Tolomeo
- 1573: viene descritta la supernova SN 1572 e coniato il termine astronomico nova, dal danese Tycho Brahe: il Sistema ticonico e la nuova visione del Sistema solare (1588)

### Astrologia
- 1555: Le Profezie di Nostradamus

### Eventi celesti
- 14 aprile 1561: fenomeno celeste di Norimberga

### Scoperte e esplorazioni
- 22 aprile 1500: scoperta del Brasile: il navigatore portoghese Pedro Álvares Cabral (c.1467-1520) sbarca lungo le coste del Brasile
- 10 agosto 1500: scoperta del Madagascar, ad opera del navigatore portoghese Diogo Dias: egli la chiamerá San Lorenzo, in onore a San Lorenzo, giorno cui venne scoperta
- 1502: viene scoperto l'Honduras da Cristoforo Colombo[8] (14 agosto 1502)
- 1502: data della scoperta del Nicaragua[9] (12 settembre 1502), da parte di Cristoforo Colombo
- 1505: scoperta delle isole Bermuda da parte dell'esploratore spagnolo Juan de Bermúdez, da cui prendono il nome
- 1513: scoperta dell'Oceano Pacifico da parte dell'esploratore spagnolo Vasco Núñez de Balboa
- 1515: inizia la costruzione della Torre di Belém, in Portogallo, uno dei simboli delle grandi esplorazioni geografiche portoghesi
- 10 agosto 1519: inizia la prima circumnavigazione del globo ad opera del grande navigatore portoghese Ferdinando Magellano (1480-1521), al servizio della Spagna
- 1519 1521: Conquista dell'impero azteco (o conquista del Messico) da parte di Hernán Cortés
- 6 settembre 1522: Viene completata la prima circumnavigazione della Terra da Juan Sebastián Elcano
- 6 marzo 1521: viene scoperta l'isola di Guam, dal navigatore portoghese Ferdinando Magellano
- 17 aprile 1524: Viaggio di Giovanni da Verrazzano: scoperta di New York e delle coste atlantiche
- 21 agosto 1526: vengono scoperte in Oceania le Isole Marshall, dal navigatore spagnolo Alonso de Salazar
- 1534: viene dato il nome di Canada, dal navigatore francese Jacques Cartier, a quelle terre da lui esplorate lungo il corso del fiume San Lorenzo
- 10 marzo 1535: vengono scoperte, casualmente, le isole Galápagos, nell'Oceano Pacifico, dal vescovo di Panama Tomás de Berlanga
- La conquista dell'impero inca e la fondazione di Lima (1535), capitale del Perù, da parte di Francisco Pizarro

## Economia
- 1585: viene istituita la Borsa di Francoforte, la principale borsa tedesca

## Gioco e folclore nel XVI secolo
- 1506: viene ideato il Gioco del Lotto
- 1594: prima documentazione sull'esistenza del Carnevale di Acireale

## Invenzioni scoperte innovazioni
- Nella letteratura si afferma il petrarchismo
- Nasce in Italia la "commedia dell'arte"
- In Inghilterra si registra un periodo di splendore storico e culturale: età elisabettiana
- Inizia in Spagna il Siglo de Oro, un periodo di massima fioritura politica e culturale (XVI-XVII secc.)
- Nasce a Bologna un nuovo sistema di suono delle campane
- Prima apparizione in Inghilterra della carta da parati
- Nella pittura rinascimentale italiana si afferma anche la scuola veneziana con Tintoretto (Jacopo Robusti) (1519-1594)
- 1543: Viene stampato l'Abckiria, del vescovo finlandese Mikael Agricola: primo libro stampato in finlandese
- 1552: "Brevísima relación de la destrucción de las Indias" del domenicano spagnolo Bartolomé de las Casas, sulle condizioni degli indios nei territori spagnoli
- 1560: Termina la costruzione della Biblioteca nazionale Marciana (o Biblioteca di San Marco) di Venezia, tra le più antiche e rinomate d'Europa
- 1570: I quattro libri dell'architettura, di Andrea Palladio, costituiscono uno dei massimi testi di architettura del Rinascimento, modello per i secoli futuri
- 1572: Luís Vaz de Camões scrive I Lusiadi, il poema nazionale portoghese
- 1585: Viene istituita con la bolla papale Ratione congruit, da Papa Sisto V, l'Accademia Nazionale di Santa Cecilia, tra le più antiche istituzioni musicali al mondo
- 1593: Viene fondata a Roma la celebre Accademia Nazionale di San Luca, volta ad incoraggiare e valorizzare l'attività degli artisti